# Gōzanze Myō-ō

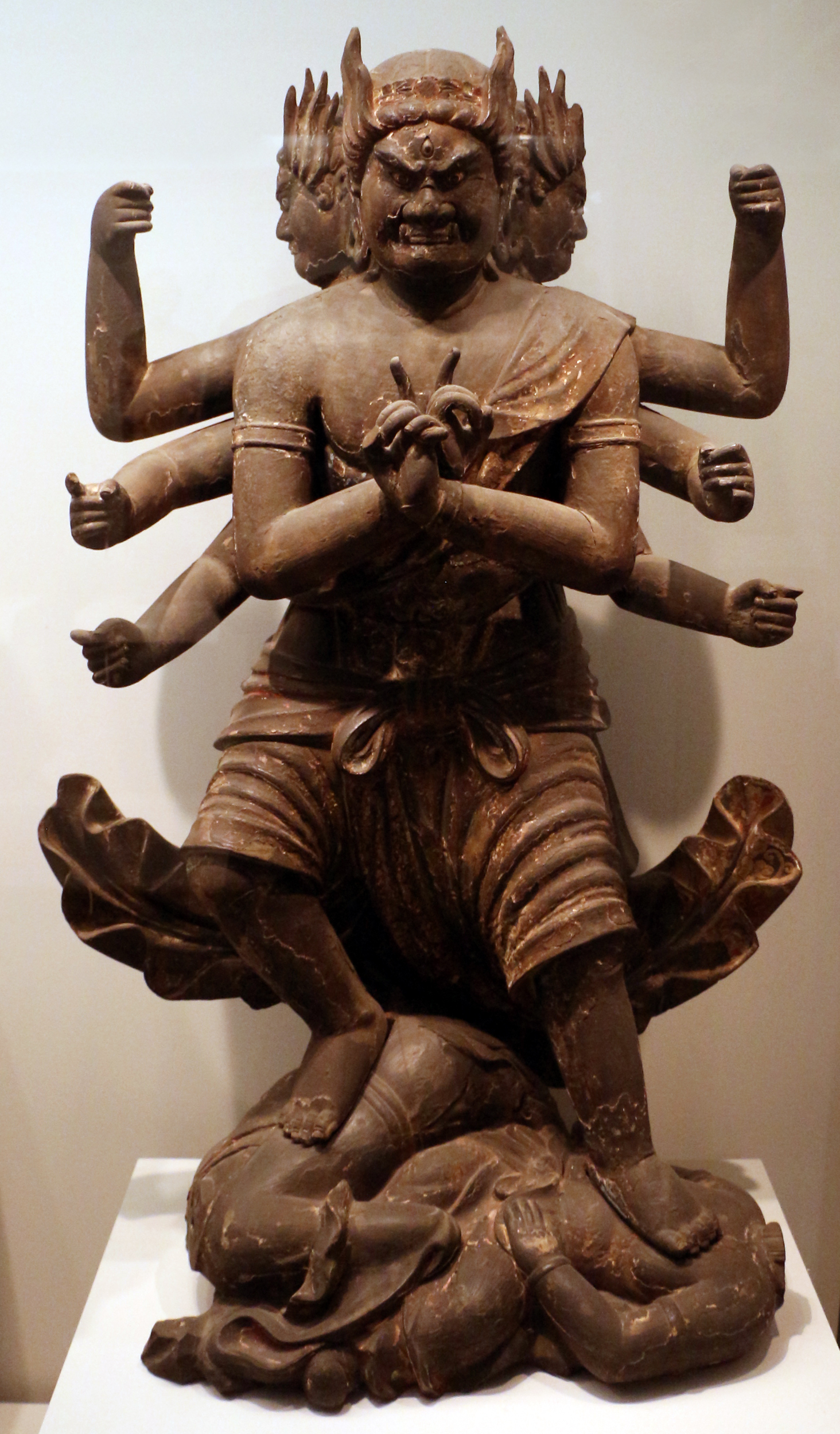
Escultura de Gōzanze Myō-ō de 1680, exhibida en el Instituto de Arte de Chicago.

En el culto shingon del budismo japonés, el dios protector Gōzanze Myō-ō (降三世明王) tiene tres caras amenazadoras y ocho brazos, y es enemigo de la ingenuidad y de la ira. Se le sitúa en el este.
El mantra de Gōzanze Myō-ō es:
「おん　にそむば　ばさらうんぱった」
(on nisomuba basaraunpatta)